# サン・ベネゼ橋

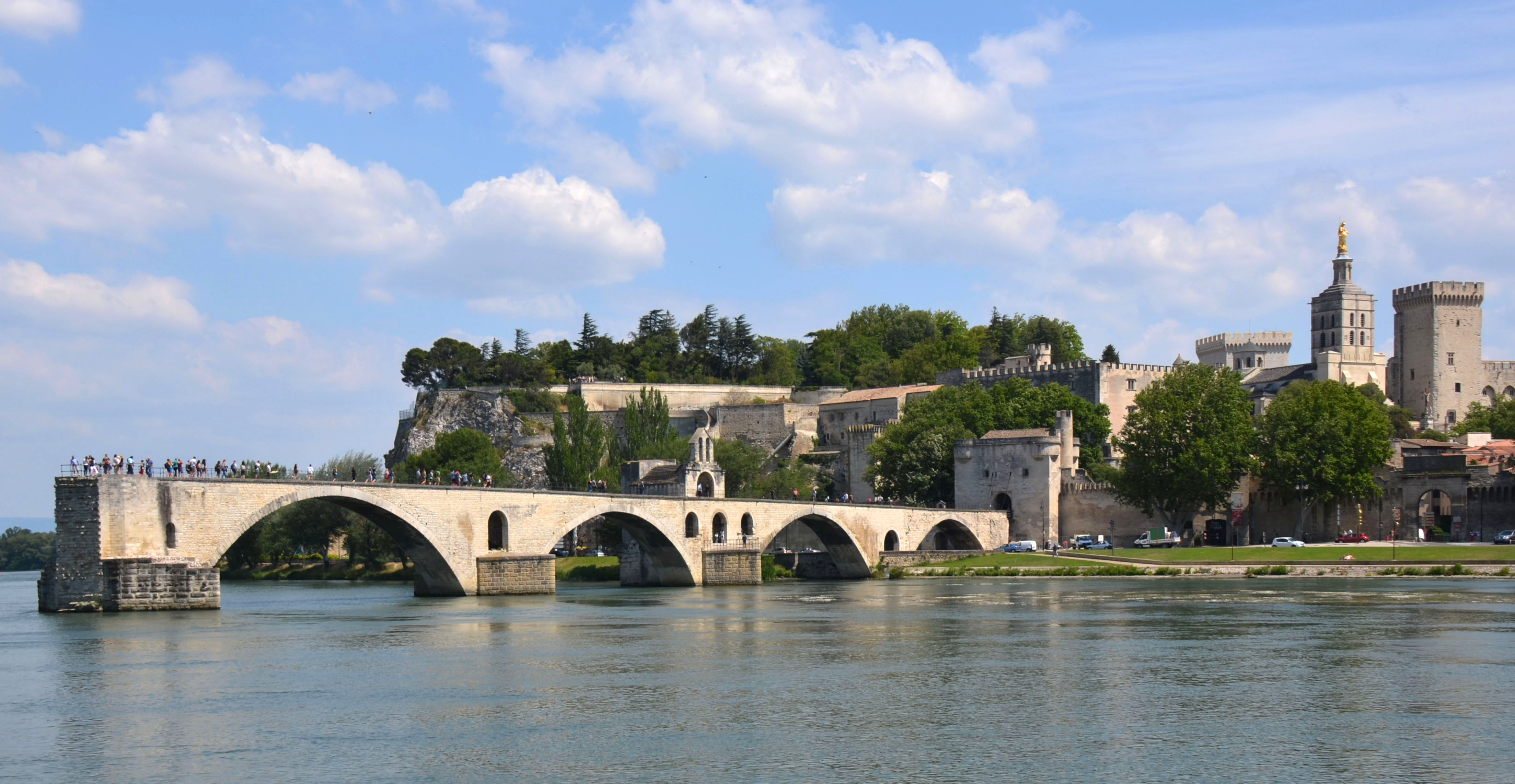
4つのアーチだけが残ったサン・ベネゼ橋

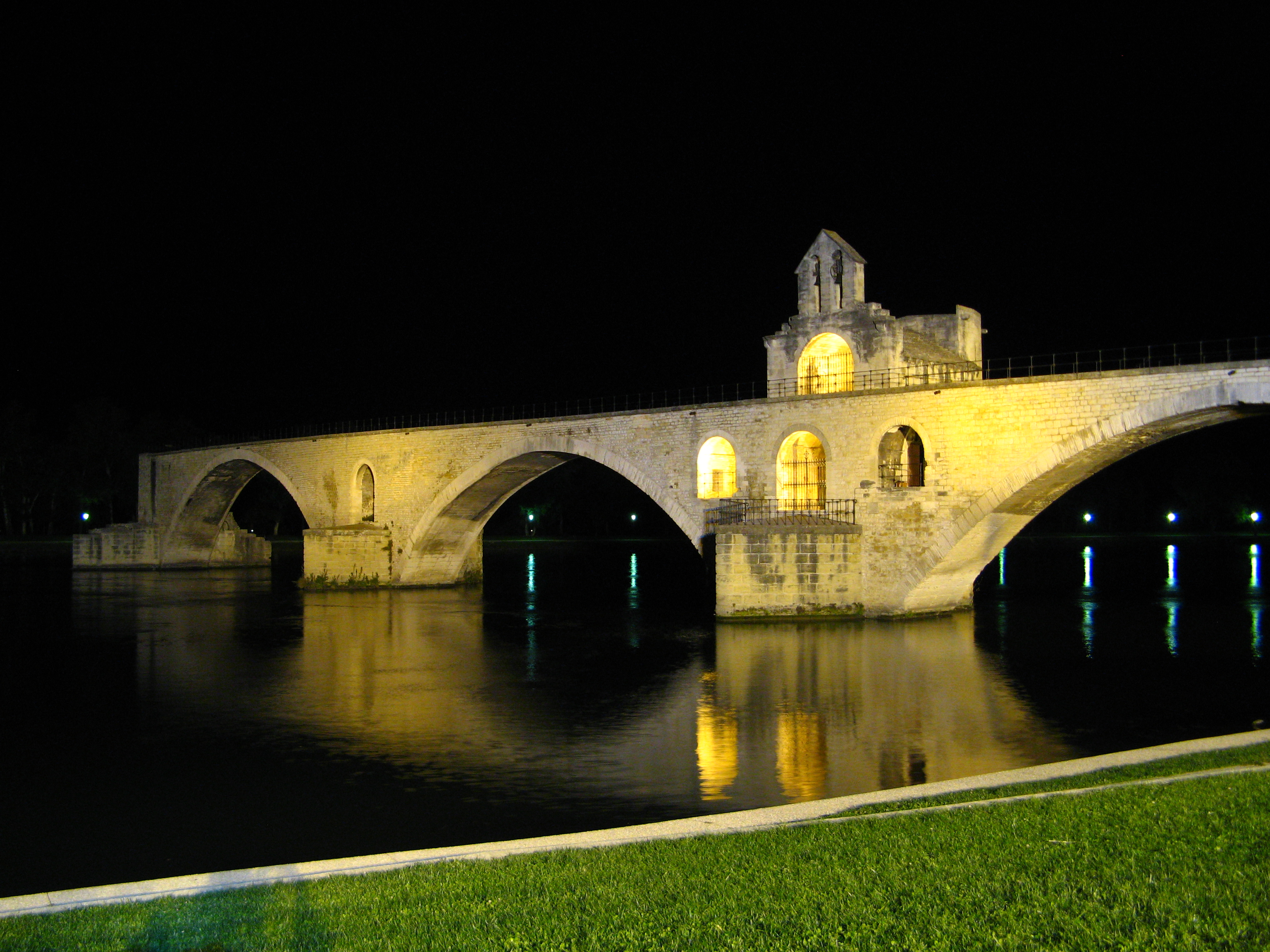
夜景

サン・ベネゼ橋（仏：Pont Saint-Bénézet）は、フランス、アヴィニョンのローヌ川に架かっていた石造アーチ橋である。一般にはアヴィニョンの橋として知られている。
この橋はアヴィニョンの城壁の外側にあり、アヴィニョンと対岸のヴィルヌーヴ＝レザヴィニョンの間のローヌ川に架かっていた。建設されたのは1177年から1185年にかけてである。22連のアーチ橋であり
長さは920m、幅は4mあった。ベネゼ（ブノワのプロヴァンス語形）という名の羊飼いが、天使からローヌ川に橋を架けよと告げられて橋づくりに奔走していたと伝えられており、ベネゼの没後に橋が完成すると橋の上のサン・ニコラ礼拝堂に葬られ、民衆からの崇敬を集めたという。後に聖ベネゼとして列聖され、橋梁建設者の守護聖人とされている。
1226年、ルイ8世がアヴィニョンに攻めてきたときに、橋の4分の3が破壊された。数年後、禁止されていたにもかかわらず、アヴィニョンの人たちは橋を再建し始めた。最初の橋の痕跡はサン・ベネゼ礼拝堂と呼ばれる橋の下のチャペルにしか残っていない。次の橋の橋床はかさ上げされ、その上にサン・ニコラ礼拝堂が建てられたからである。
17世紀の初めにアヴィニョンは橋の維持と修理ができなくなった。1603年、ローヌ川の洪水でアーチの1つが崩壊、続いて1605年に3つのアーチが崩壊した。1628年に橋の修理が始まったが、ペストの流行があって作業は中断され、1633年まで橋を渡ることはできなかった。2か月後、2つの新しいアーチがローヌ川に流された。この頃になると別の方法で川を渡るようになっていた。人々はフランス王国側のヴィルヌーヴにあるフィリップ端麗王（フィリップ4世）塔を出発し船で川の中央にあるバルテラセ島まで渡り、階段でサン・ベネゼ橋に登りアヴィニョンに渡ったのである。
橋は今にも崩壊しそうなので、聖ベネゼの聖遺物は1674年にサン・ニコラ礼拝堂からセレスティン修道院に移された。何度かの移転と1791年の冒涜の結果、横領品が数点アヴィニョンのノートルダム大聖堂に残されているのみである。そして橋の有名な4つのアーチとフィリップ端麗王塔、世界中に知られた「アヴィニョンの橋の上で」という歌が残されている。
歩行者と騎馬通行者のために作られたものなので、橋の幅が非常に狭く、また前述のように老朽化も著しいので、歌にあるように橋の上でみんなで輪になって踊るのは不可能である。実際に歌ったり踊ったりしていた場所は橋の下の島であった。

## 過去のサン・ベネゼ橋

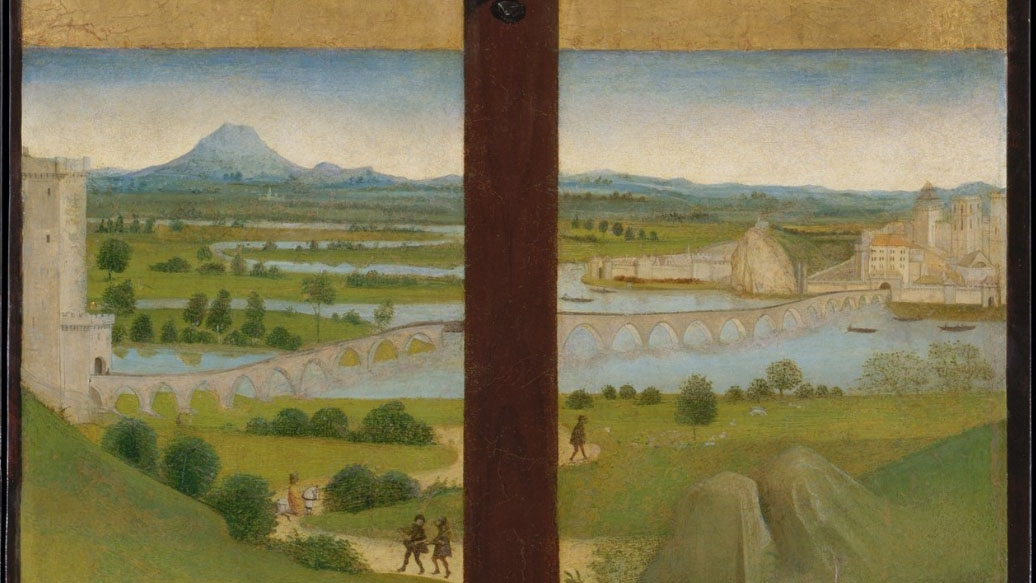
1480年頃の『Pérussis Altarpiece』に掲載された、最古級のサン・ベネゼ橋の図版。中央付近のアーチが一つ崩れている
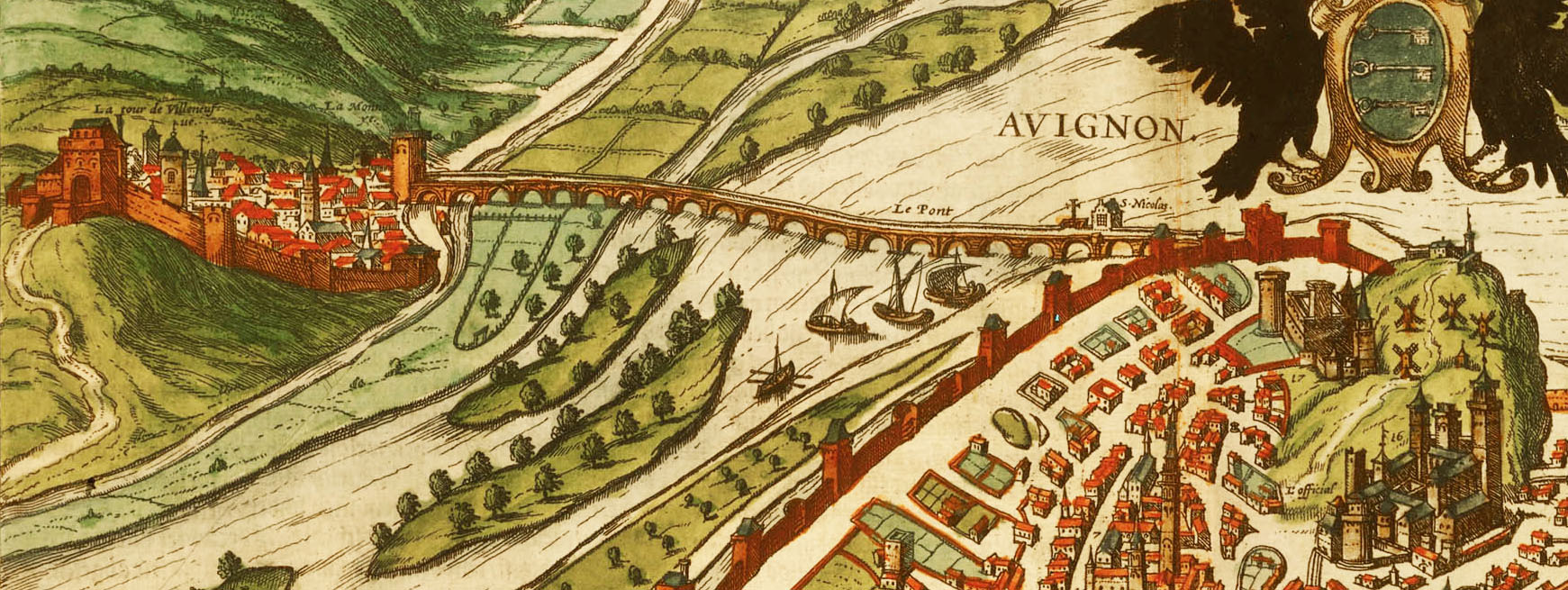
1575年に出版された『Civitates orbis terrarum』に掲載されたアヴィニョンの地図。落橋していない頃のサン・ベネゼ橋が描かれている
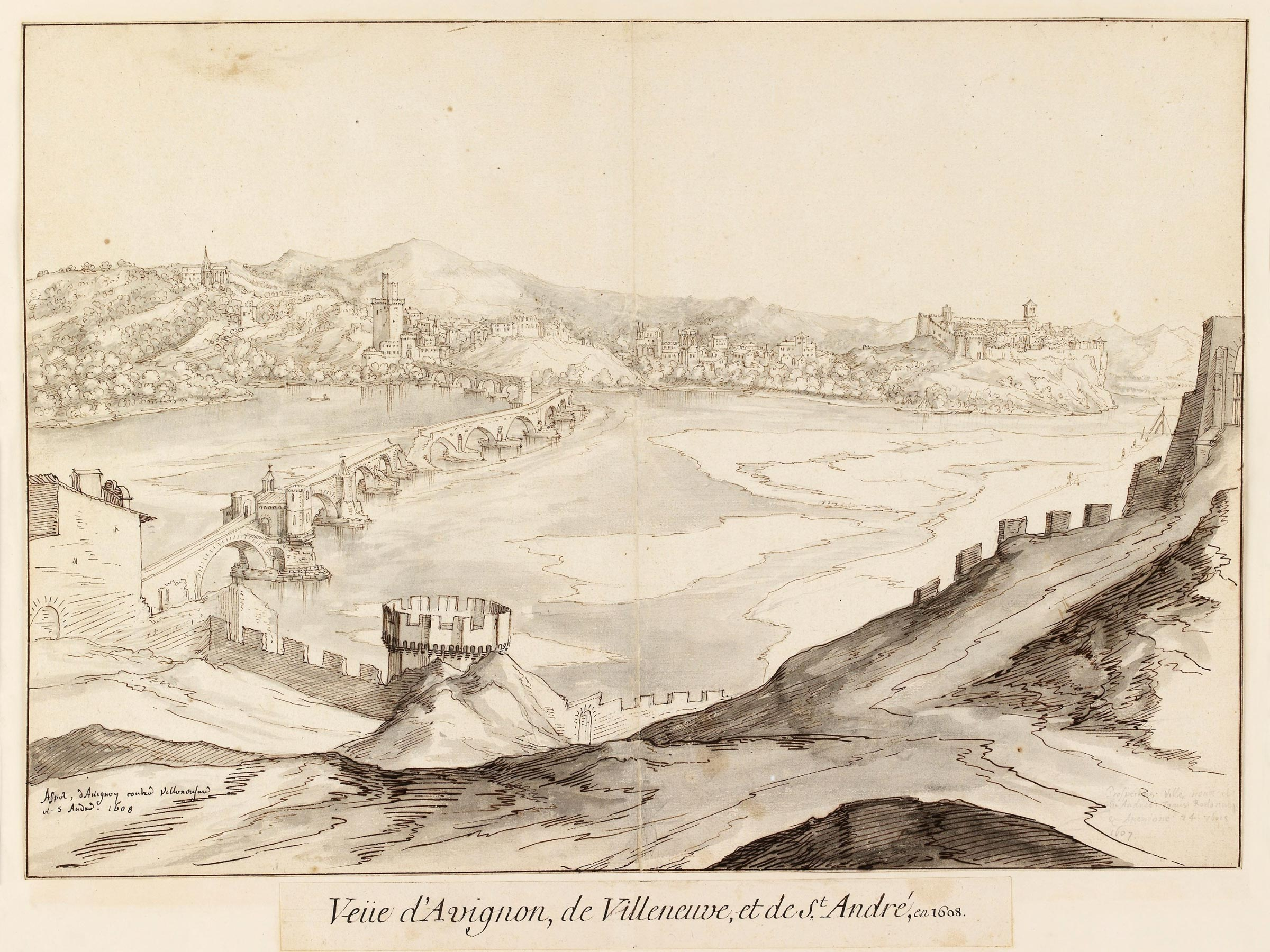
1608年の絵画。アヴィニョン側からヴィルヌーヴ側を望む。ヴィルヌーヴ側の橋もまだ残っていた
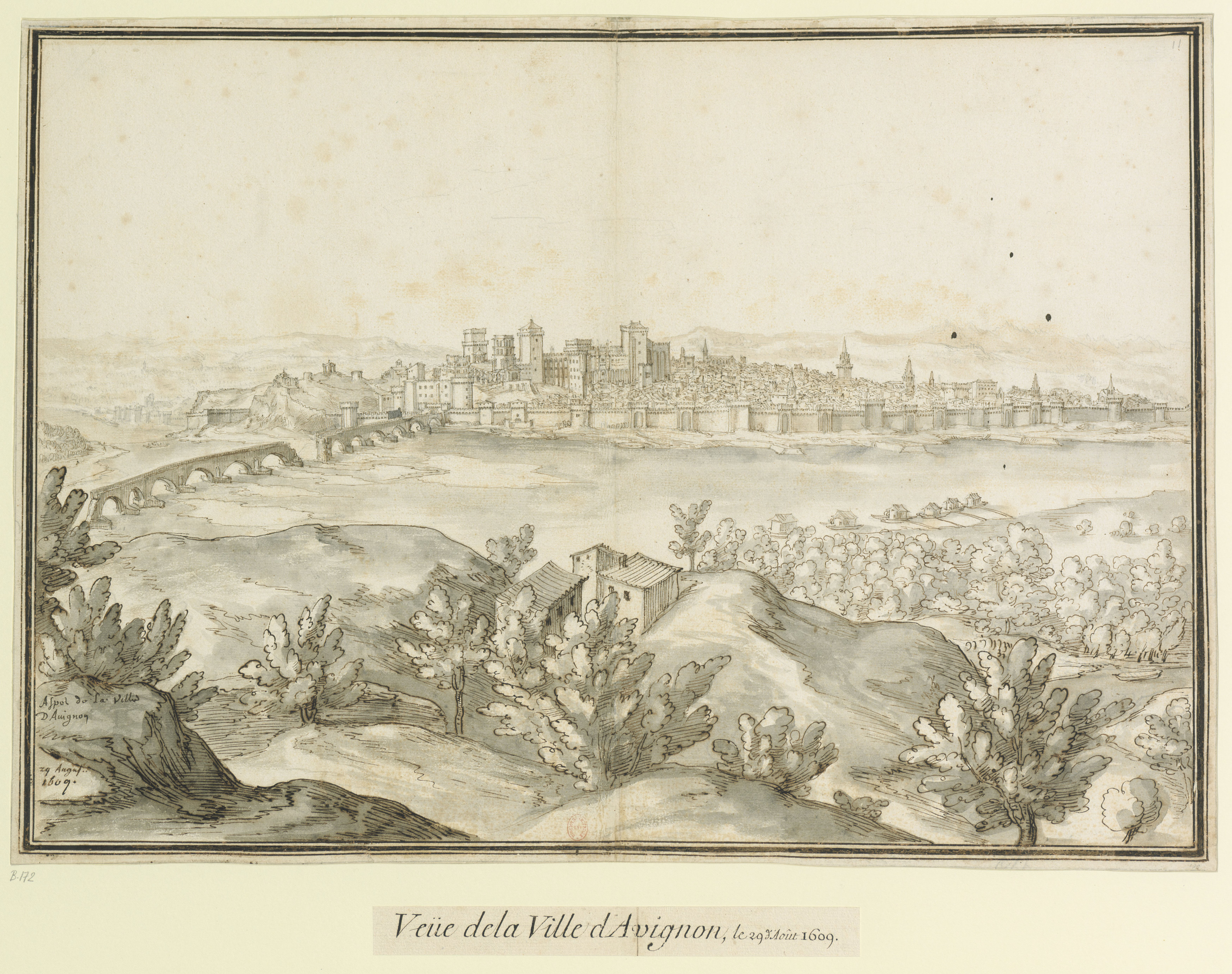
1609年の絵画。第7アーチと第14アーチが崩落している
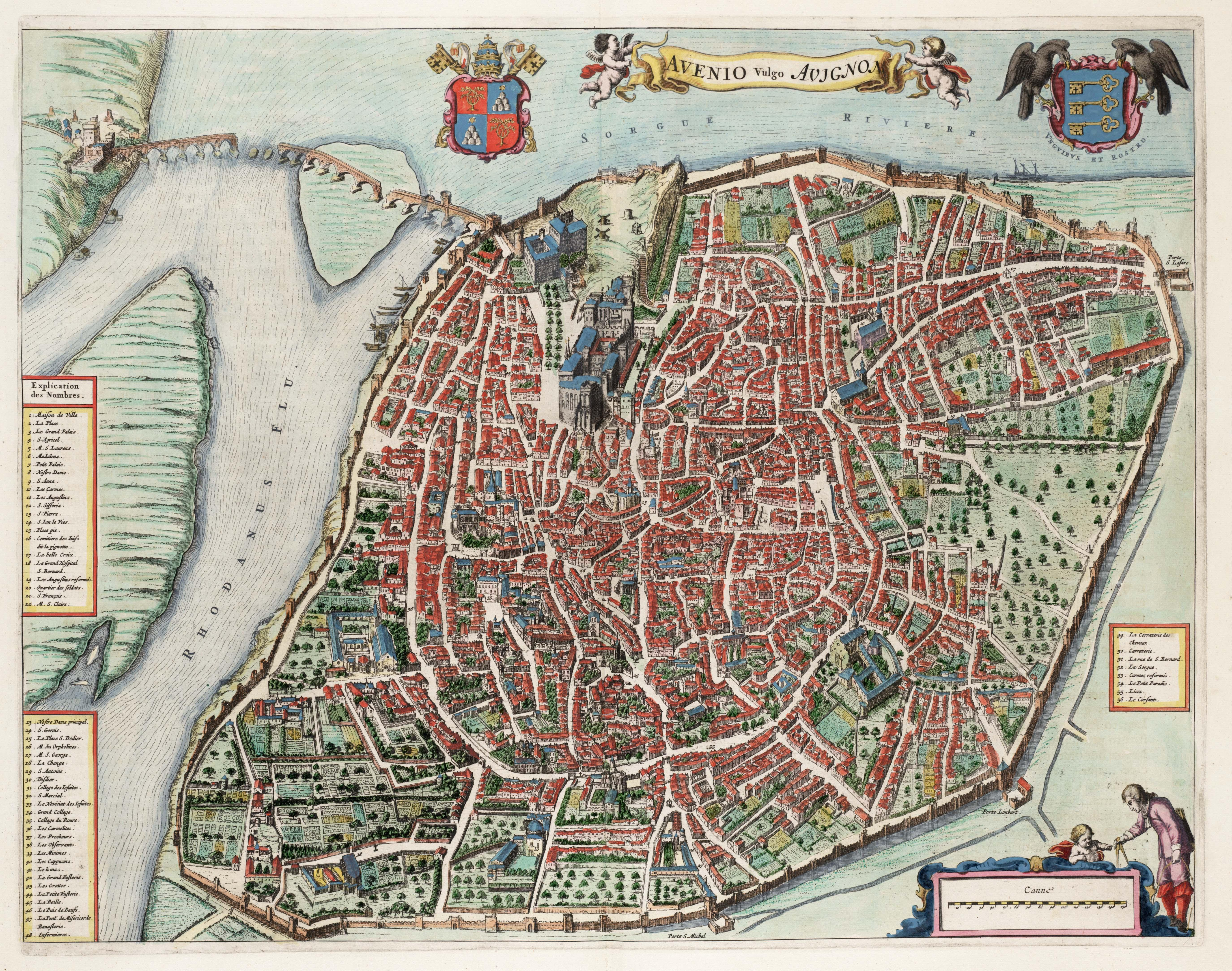
1618年頃のアヴィニョン。アーチのうちいくつかが崩落している
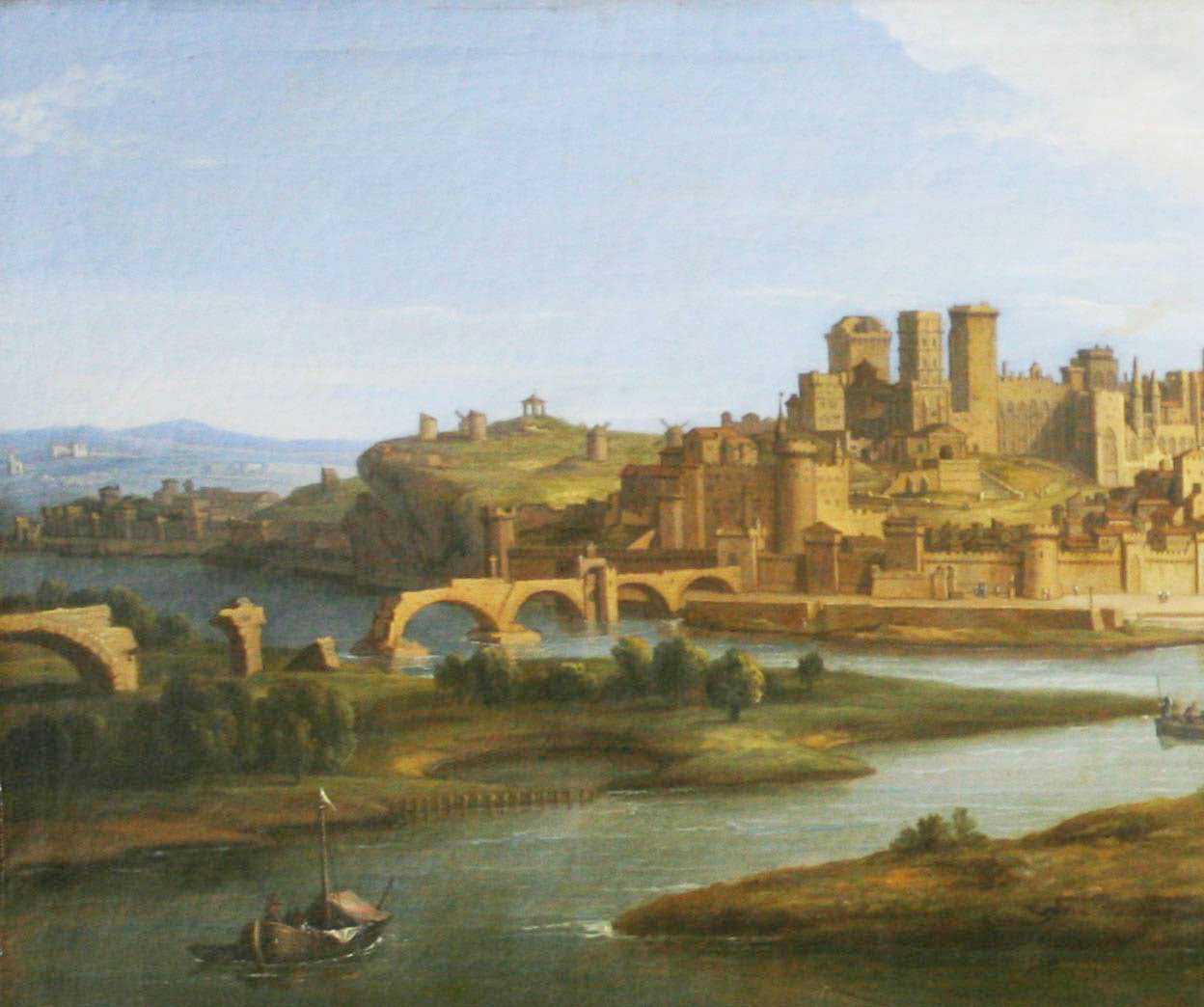
1700年頃のアヴィニョン。第5から第7までのアーチが崩れている
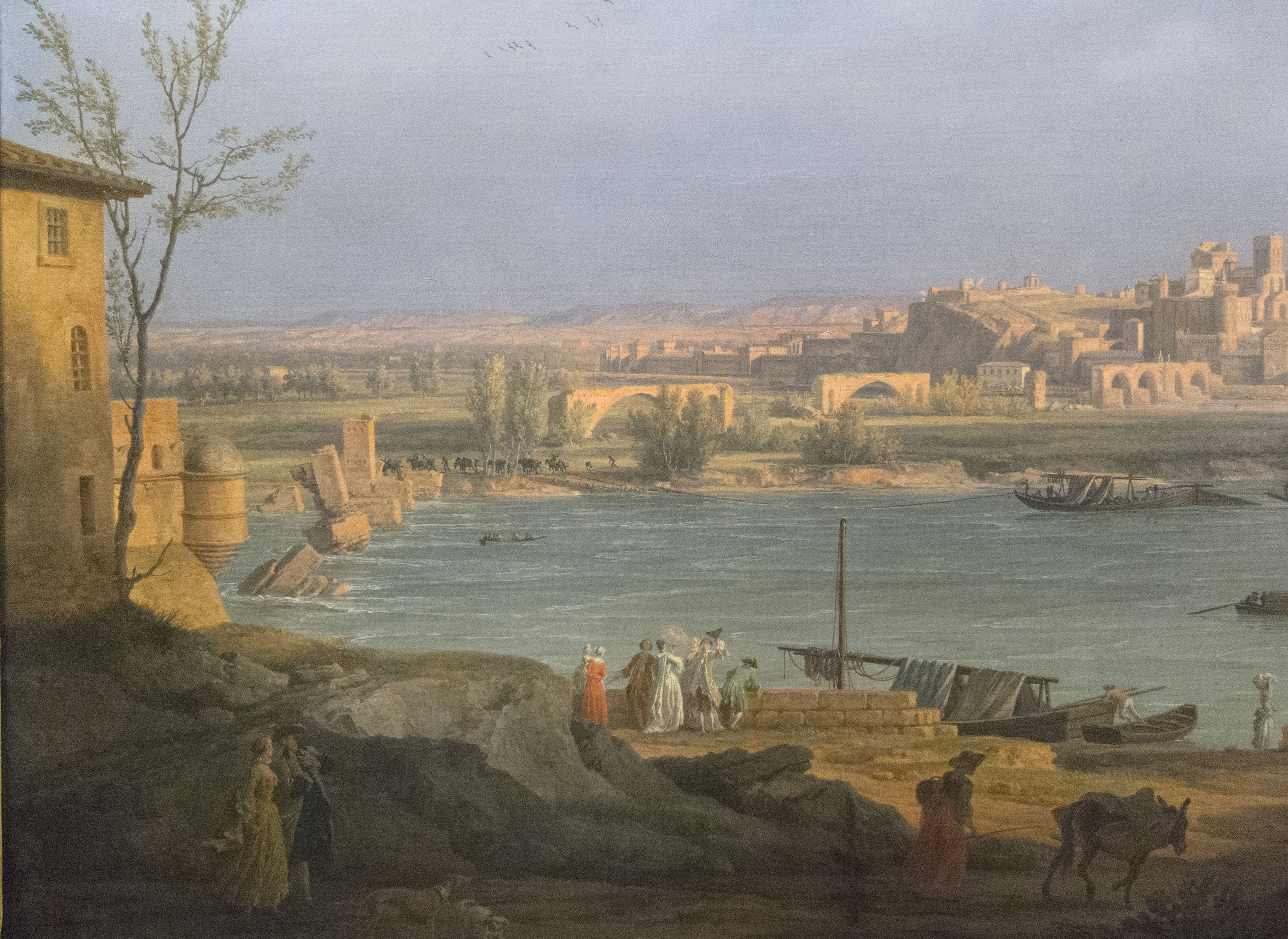
クロード・ジョセフ・ヴェルネの『ローヌ川右岸からのアヴィニョンの眺め』（一部）。アーチのほとんどは川の中に倒れているが、中州にある第9アーチと第11アーチはまだ残っている
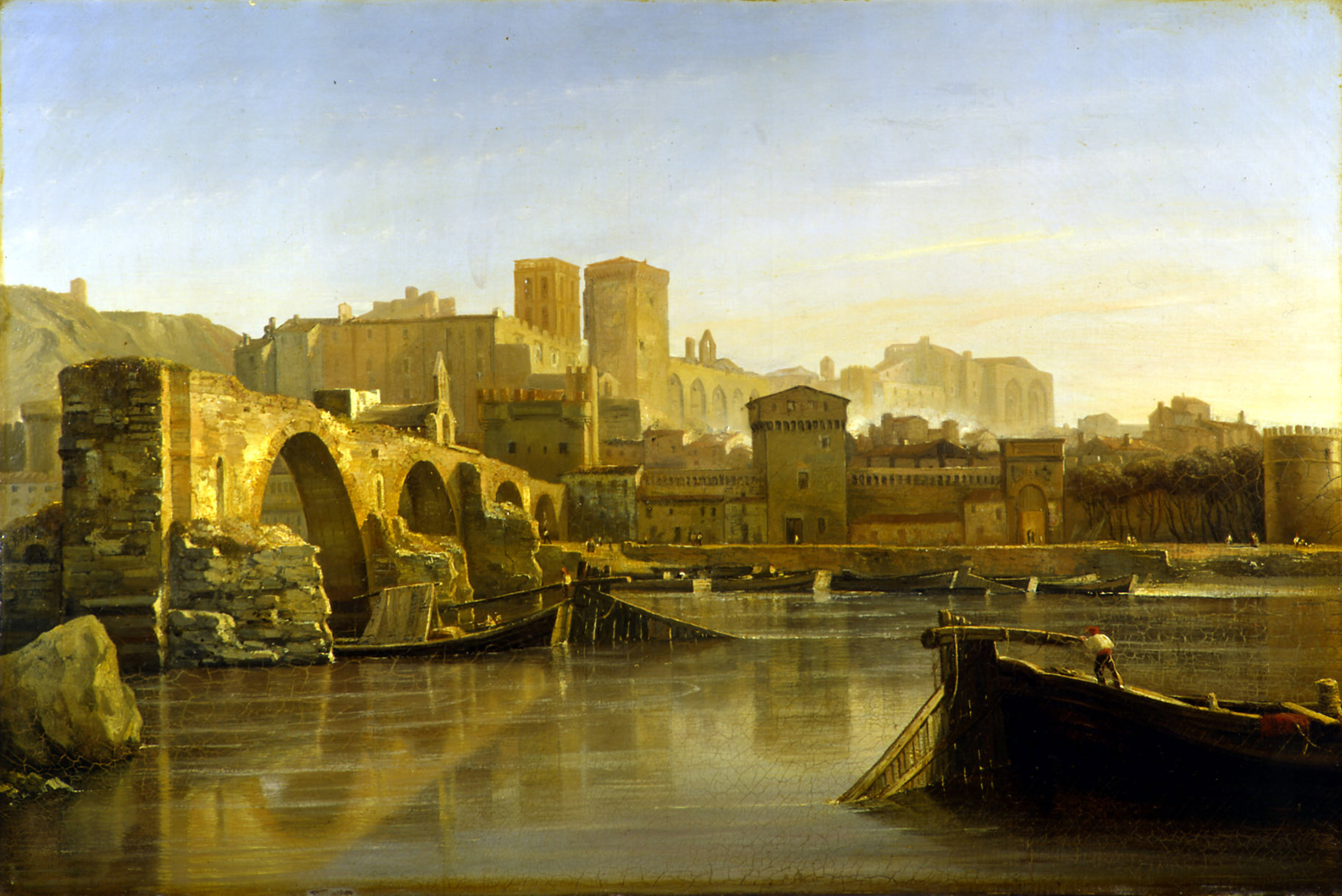
最後に残った4つのアーチを描いた1833年の絵画